# Elektrownia jądrowa Ascó

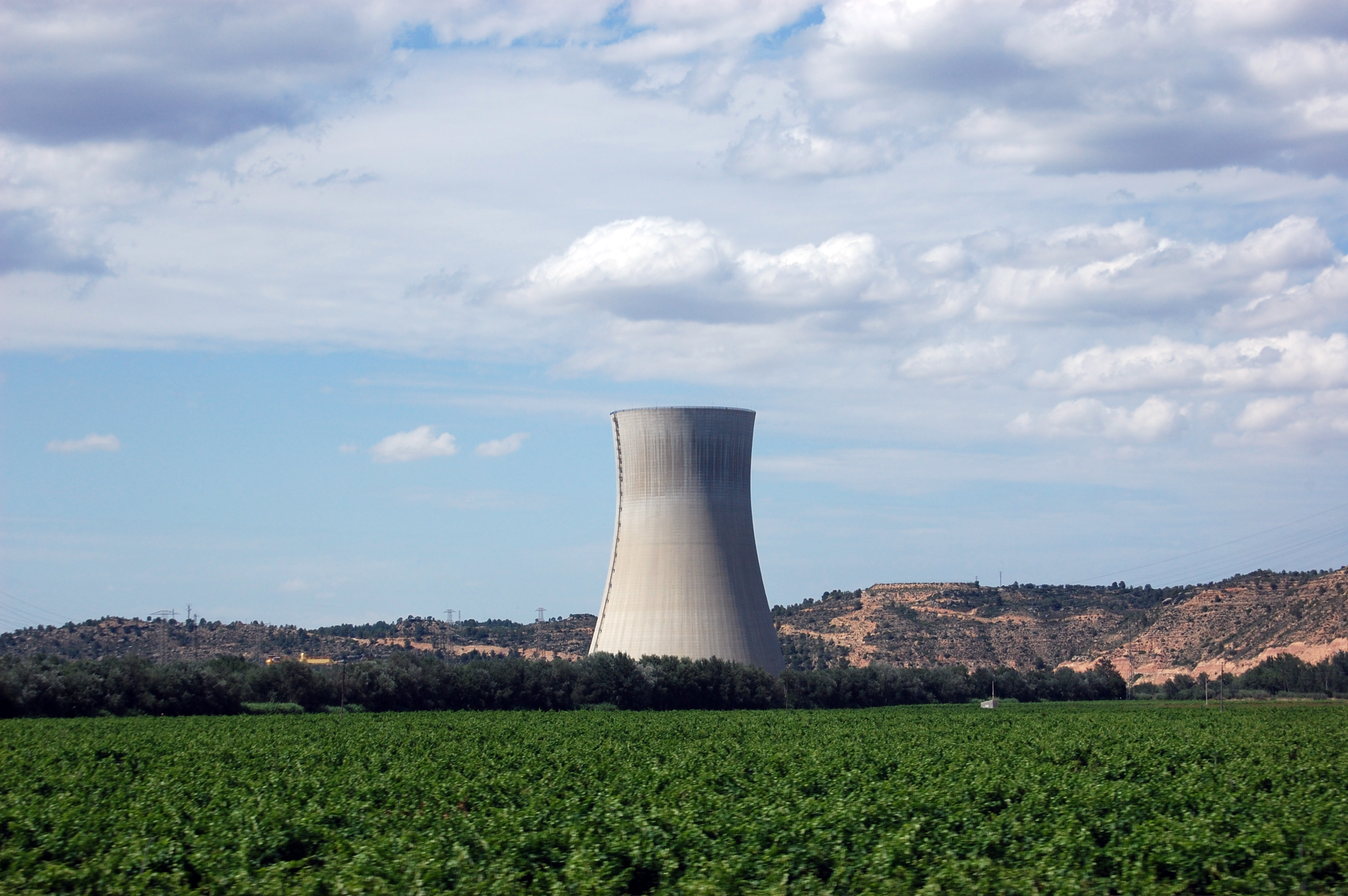
Elektrownia jądrowa Asco

Elektrownia jądrowa Ascó (hiszp. Central nuclear de Ascó) – hiszpańska elektrownia jądrowa położona koło miasteczka Ascó, na terenie wspólnoty autonomicznej Katalonia. Wykorzystuje dwa reaktory wodne ciśnieniowe. Właścicielem jest firma Endesa, a operatorem Asociación Nuclear Ascó-Vandellòs. Reaktory mają licencję na pracę do 2021 roku.
| Nazwa bloku | Typ reaktora              | Producent    | Data rozpoczęcia budowy | Data osiągnięcia stanu krytycznego | Data włączenia do sieci | Data rozpoczęcia pracy komercyjnej | Moc elektr. netto (MW) | Moc elektr. brutto (MW) | Moc termiczna (MW) |
| ----------- | ------------------------- | ------------ | ----------------------- | ---------------------------------- | ----------------------- | ---------------------------------- | ---------------------- | ----------------------- | ------------------ |
| Ascó-1      | PWR model W (trójpętlowy) | Westinghouse | 16 maja 1974            | 16 czerwca 1983                    | 13 sierpnia 1983        | 10 grudnia 1984                    | 996                    | 1033                    | 2696               |
| Ascó-2      | PWR model W (trójpętlowy) | Westinghouse | 2 lipca 1973            | 19 września 1983                   | 8 października 1983     | 31 marca 1986                      | 992                    | 1027                    | 2696               |

## Wyciek z roku 2008
W marcu 2008 roku doszło do emisji substancji radioaktywnych, której przyczynę umiejscowiono w operacji wymiany paliwa reaktora nr 1 w listopadzie 2007. Źródłem skażenia był trakt wentylacyjny budynku przechowalni paliwa, który został zanieczyszczony aktywowanymi produktami korozji, które zebrano podczas końcowego czyszczenia kanałów transportu paliwa. Po trzech dniach, w trakcie których używano zapasowych systemów wentylacji i filtracji, przywrócono normalne działanie traktu wentylacyjnego. Dyrektor elektrowni i kierownik ochrony radiologicznej zostali zwolnieni z pracy po odkryciu wycieku.
Przedłużenie licencji wydane w sierpniu 2011 roku zostało połączone z 9 warunkami postawionymi przed operatorem elektrowni przez hiszpański dozór jądrowy, w tym poprawa organizacji i kultury bezpieczeństwa. Operator elektrowni został w 2009 roku ukarana rekordową grzywną w wysokości 15,4 miliona Euro za wyciek substancji radioaktywnych podczas przeładunku paliwa w reaktorze nr 1, który został zakwalifikowany na skali INES na poziomie 2. Na nałożoną karę składały się kwoty:
- 7,5 mln euro za emisję substancji radioaktywnych mogących potencjalnie spowodować przekroczenie rocznej dozwolonej dawki u osób przebywających na terenie elektrowni nie będących jej pracownikami
- 3 mln euro za złą kontrolę nad potencjalnym skażeniem obsługi placówki i za złe oznaczenie i nieograniczenie dostępu do obszarów o wolnym dostępnie po wykryciu promieniowania
- 3 mln euro za nie powiadomienie dozoru jądrowego i inspektora-rezydenta o odkryciu cząstek promieniotwórczych w obszarach o wolnym dostępie między 14 marca a 4 kwietnia 2008 roku, czego wymagały przepisy
- 1,8 mln euro za nie prowadzenie odpowiedniego rejestru skażenia obszarów o wolnym dostępie, czego wymagała instrukcja ochrony radiologicznej
- 75 000 euro za brak minimalizacji ryzyka potencjalnego skażenia w postaci zezwolenia na wyjazd ciężarówki z radioaktywnym złomem (poziom 1 skali INES)
- 15 000 euro za brak raportu dotyczącego pracy rejestratorów promieniowania w budynku przechowalni paliwa

Radioaktywność złomu na rzeczonej ciężarówce wykryto na bramkach radiologicznych przy wyjeździe z terenu elektrowni. W wywożonych elementach metalowych stwierdzono obecność kobaltu-60, dającego dawkę kontaktową między 0,5 a 20 mikrosiwertów na godzinę.
Incydent wymagał poddaniu pomiarom radiologicznym 900 pracowników i gości elektrowni. Hiszpański urząd dozoru jądrowego stwierdził, że wpływ incydentu (emisja substancji o aktywności ok. 85 mln. Bekereli)na zdrowie ludzi i środowisku był minimalny i poniżej prawnych obostrzeń.